# Дума
Вижте пояснителната страница за други значения на Дума.
Думата е основна структурна езикова единица, която символизира и предава смисъл. Думата е съчетание от звукове в човешката реч, чрез което условно се назовават предметите, техните качества и характеристики, взаимодействието между тях, а така също мними и отвлечени понятия, пресъздаващи човешкото въображение. Тя се състои от фонеми и морфеми. Думите имат преки (номинативни или денотативни, обозначаващи предмета пряко) и преносни (конотативни, обозначаващи отношението на субекта на говорене към предмета) значения; те могат да се отнасят до конкретни и/или абстрактни понятия.
Извън прякото им (книжовно) речниково значение, думите също могат да се използват жаргонно или като евфемизми.
Думите са градивна единица на изречението, като се отделят при изписването чрез интервал и пунктуационни знаци. Съвкупността от изречения образува текст.
Науката, изучаваща произхода и развитието на думите се нарича етимология.

## Терминология
- Антоним – антонимите са думи с противоположно значение. Те са различни по изписване и различни по звучене думи, имащи директно противоположни значения. За пример могат да се посочат лъжа-истина, добър-лош, жив-мъртъв и тн. Антонимите имат еднакви граматични значения, принадлежат към една и съща лексикална парадигма, взаимно се отричат, но в същото време взаимно се свързват и предполагат един друг. Антонимите, подобно на синонимите и омонимите, могат да бъдат думи от различни части на речта. Най-разпространена е антонимията сред прилагателните имена, които логически и семантично назовават качествени признаци.
- Автоантоним – автоантонимите са думи, които имат две противоположни значения т.е. това е дума с много значения, едно от които е напълно противоположно на значението на едно от останалите значения. Така например чао на италиански означава както здравей, така и довиждане, подобно на хавайското алоха.
- Екзоним – дума, отнасяща се до група хора, която не съвпада с думата, с която тя нарича себе си.
- Неологизъм – дума, която е нова за езика и която е приета в научните речници. Неологизмите и архаизмите са относителни понятия в историята на езиците – някои архаизми навлизат наново в езика, а и някои неологизми стават в течение на времето архаизми. Неологизмът може да е както една нова дума, така и стара дума с ново значение.
- Омоним – дума, която се пише и произнася по един и същ начин с друга дума, но има различно значение или произход. Така например думата коса може да означава човешка коса и инструмент за косене.
- Омограф – дума, която се пише по един и същ начин с друга дума, но се различава от нея по значение, произход или произношение. Така например въ́лна като овче руно и вълна́ като морска вълна.
- Омофон – дума, която се произнася по един и същ начин с друга дума, но има различен правопис, значение или произход, например шев и шеф или под и пот.
- Пароним – думи, които са близки по звуков състав, но различни по значение. Паронимията е свързана с недостатъчна езикова компетентност, например стенография и сценография.
- Синоним – близки по значение думи, които се пишат и се чуват различно. Синонимите са думи, които могат да се заместват една с друга в контекста, например красив и хубав, дреха и облекло.
- Хипероним – дума, която семантично подвключва други думи, наречени хипоними, например ален и кармин са хипоними на червен.

## Основни видове преносни значения на думата
- Метафора – употреба на дума в преносно значение на основата на сходство в някакво отношение между два предмета или явления
- Алегория – вид метафора, отвлечено понятие за нравствено качество на човека, което се изразява чрез предмет, явление, животно.
- Олицетворение – при този вид метафора характеристики на човека се пренасят върху неодушевени предмети или отвлечени понятия
- Метонимия – дума или израз с преносно значение, вид троп, словосъчетание, в което една дума се заменя с друга, обозначаваща явление или предмет, намиращ се в някаква връзка с предмета, който обозначава заменената дума. При това заменената дума се използва в преносен смисъл.
- Синекдоха – наименованието на един предмет или явление се замества с наименованието на друг предмет или явление върху основата на количествено отношение и връзката между тях, например „родна стряха“ или „бащино огнище“ вместо дом.

## Граматика
Граматиката се занимава със строежа на езика и представлява структурни правила за формиране на фрази, изречения и думи във всеки естествен език. Нейните основни дялове са морфологията и синтаксиса.

### Морфология
Морфологията е наука, представляваща дял от лингвистиката, която изучава думата като сбор от по-малки части наречени морфеми, както и нейния строеж и значение като част на речта. За разлика от лексикологията, където думата се възприема като неделима единица, морфологията разглежда думата като структура, изградена от морфеми.
Морфологията изучава правилата за образуване на думите и свързаните с тях граматически значения. Основното значение на думата е лексикалното, а граматическото е допълнително. Граматическите морфеми служат за образуване на различните форми на една дума и са носители на граматическите значения. В българския език думите се делят на десет отделни части на речта, като всяка има абстрактно значение, което обединява думите в нея и я различава от останалите.
Тези десет части на речта, според това, дали при употребата в изречението претърпяват промяна, са изменяеми и неизменяеми. При изменяемите части на речта (съществителни, прилагателни, числителни имена, глаголи и местоимения) промяната на имената се нарича склонение, а при глаголите – спрежение. Останалите части на речта – неизменяемите (наречия, предлози, съюзи, частици и междуметия), не могат нито да се скланят, нито да се спрягат. От неизменяемите части на речта само наречията имат самостоятелно значение, докато останалите имат служебни функции в рамките на словосъчетанието или изречението.

### Синтаксис
Синтаксисът е наука, изучаваща структурните закони и правила за построяване на изречения и е един от двата основни дяла на граматиката. Като наука за строежа на свързаната реч, изучава законите, по които думите се свързват в синтагми, словосъчетания и изречения, както и функционирането на съчетаните части на речта. Синтаксисът разглежда думите не като лексикални единици, а като части на речта, тоест като представители на класове думи, чиито синтактични взаимоотношения не зависят от техните лексикални свойства. Тъй като най-голямата единица, с която борави синтаксисът, е изречението, основно понятие за синтаксиса е предикацията, понеже изреченията най-общо представляват отношения между признак и предмет.

## Правопис
Правописът представлява система от норми и правила за писане за даден език. Това засяга правилната употреба на представки, корени, наставки и окончания; слято, полуслято и разделно писане на сложни думи; случаите на употреба на главни и малки букви и как се пренасят сричките от един ред на друг. Правописът обхваща също правилата за граматически правилното поставяне на препинателни знаци (пунктуация).
Правописът обикновено и преди всичко се отнася до правилното изписване на думите, с други думи връзката между фонеми и графеми на даден език.
Повечето естествени езици се развиват първо като устни езици, и писмените системи обикновено са изработени и адаптирани по-късно, като отражение и представяне на говоримия език. В този смисъл, правилата за писане са произволни, т.е. може да се каже, че всеки набор от правила може да бъде считан за „верен“, ако между потребителите на езика съществува взаимно съгласие за употребата на този набор от правила като стандартен начин да представяне на говоримия език.
Терминът правопис понякога се използва в езиков смисъл да се позове на какъвто и да е метод за писменото представяне на езика, без да се отсъжда кое е правилно и кое грешно, с научното разбиране, че съществува правописна стандартизация базирана на силата на конвенцията. Но истинският смисъл на думата все пак предполага противопоставяне на правилно и неправилно, т.е. не се отнася само до начин на писане на даден език, а по-специално на старателно стандартизирани „правилни правила“ на писане.

## Видео
- Manfred Spitzer, Höhere Karten. RealVideo aus der BR-alpha-Reihe „Geist und Gehirn“ (ок. 15 минути)